# Camilla Holth
Camilla Holth (* 25. Dezember 1978 in Bærum) ist eine norwegische Curlerin.
Ihr internationales Debüt hatte Holth im Jahr 1989 bei der Juniorenweltmeisterschaft. Bei der EM 2000 in Oberstdorf gewann sie ihre erste Medaille, eine Silbermedaille. Zwei Bronzemedaillen folgten 2002 in Grindelwald und 2004 in Sofia. 2002 gewann sie auch erstmals eine Bronzemedaille bei der WM in Bismarck. 2004 folgte eine Silbermedaille und 2005 eine Bronzemedaille.
Holth nahm bei den Olympischen Winterspielen 2002 in Salt Lake City teil. Die Mannschaft belegte den siebten Platz. Auch bei den Olympischen Winterspielen 2006 in Turin war Holth Teil des norwegischen Curling-Olympiateams. Sie spielte auf der Position des Lead neben ihren Teamkolleginnen Skip Dordi Nordby, Third Marianne Haslum, Second Marianne Rørvik und Alternate Charlotte Hovring. Das Team belegte den vierten Platz.

## Erfolge
- 2. Platz Weltmeisterschaft 2004
- 2. Platz Europameisterschaft 2000
- 3. Platz Weltmeisterschaft 2000, 2005
- 3. Platz Europameisterschaft 2002, 2004